# Solčava
Solčava  település Észak-Szlovéniában, közel az osztrák-szlovén határhoz. A történelem során e terület részét képezte Alsó-Stájerországnak. Jelenleg a Savinjska statisztikai régióhoz tartozik, és Solčava község központja. A településen mindössze 214 fő él. A község 12,1 négyzetkilométeren terül el.

## Látnivalók

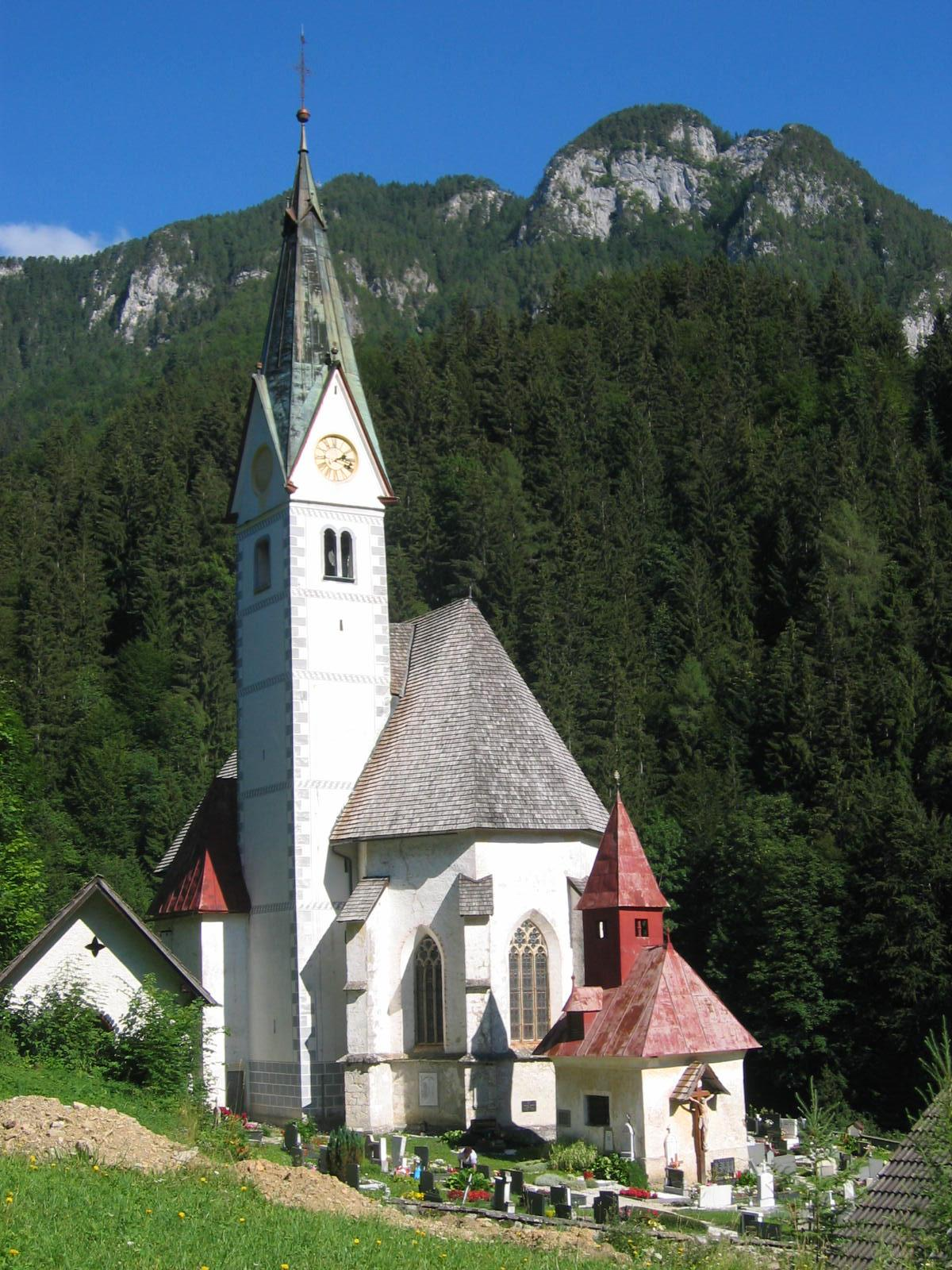
A Szűz Mária templom a faluban

A Szűz Mária tiszteletére felszentelt templomot a 15. században építették és szobrai közt egy 13. századi Szűz Mária szobor is szerepel.  A templom a Celjei egyházmegyéhez tartozik.

## Népesség
| 2020 | 201 |

## Fordítás
- Ez a szócikk részben vagy egészben  a   Solčava című angol Wikipédia-szócikk ezen változatának fordításán alapul.  Az eredeti cikk szerkesztőit annak laptörténete sorolja fel. Ez a jelzés csupán a megfogalmazás eredetét és a szerzői jogokat jelzi, nem szolgál a cikkben szereplő információk forrásmegjelöléseként.